# Antun Pogačnik
Antun Pogačnik, appelé aussi Toni Pogačnik, né en 1913 à Sarajevo et mort en 1963 à Bali (Indonésie), est un footballeur et entraîneur croate et yougoslave.

## Biographie
En tant que défenseur, il est international yougoslave à deux reprises pour aucun but inscrit en 1937 et international croate en 1941 lors d'un match.
Débutant en 1931 au SAŠK Sarajevo, avec qui il ne remporte aucun titre, il rejoint en 1934 HŠK Građanski Zagreb, avec qui il remporte le championnat de Yougoslavie en 1936-1937. Il finit sa carrière avec le HŠK Concordia, étant finaliste de la coupe de Croatie en 1941.
Commençant sa carrière d'entraîneur avec le Metalac Zagreb, il dirige le FK Partizan Belgrade, avec qui il ne fait qu'une saison, terminant troisième du championnat et éliminé en quarts-de-finale de la coupe. Avec le club suisse du Grasshopper-Club Zurich, il ne remporte aucun titre. Avec la sélection indonésienne, qu'il dirige de 1954 à sa mort, il réussit à la qualifier pour les JO 1956, où elle est éliminée en quarts-de-finale par l'URSS.